# コッペとBB団
コッペとBB団（コッペとBBだん）は田口仙年堂著作の日本の小説作品。ファミ通文庫より刊行。イラストははしもとしん。

## 概要
コッペと悪の組織「ブラックブリッツ団（BB団）」生活課の日常を書いたライトノベルである。

## 登場人物

### ＢＢ団
コッペ
デイストーンを核として作られた人造人間。デイストーンの力を利用して身体強化をしている改造人間やヒーロー（後述）と異なり、体そのものがデイストーンを基としているため膨大なパワーを持っているが、外見は幼稚園児そのもの。元々は局地制圧型の生物兵器として生み出されたが、戦闘プログラムの刷り込みが不完全なため性格や言動は幼いままとなっている。ただし知能は比較的高く、中学生レベルの数学問題をスラスラ解いたこともあった。アイスが大好物。また、感情の起伏によって胸が信号機のような色の光を出す特性を持つ。
名前の由来は体に描かれていたバーコードを読み取った際に表示されたコッペパンからで、Q三郎が命名した。
Q三郎
生活課課長にして天才科学者。白髪と鋭い目が特徴的なコッペの保護者。常に気だるげな空気を漂わせており、同僚以外とコミュニケーションを取るのが苦手。以前は兵器開発部の部長をしていた。P子とは旧知の仲。かなりのヘビースモーカー。
1号
生活課職員1号。異様に体つきがいいが、目だけはつぶら。ゴリラ怪人のため非常に力が強いのだが、戦闘になると興奮しすぎる体質のため生活課に左遷された。誰に対しても「○○ッス」と語尾につけて会話する。
2号
生活課職員2号。糸目で柔和な顔つきをした細身の男。バスに追いつくほどの俊足を誇るクロヒョウ怪人。同郷（青森県）のよしみからライトドライバーとは気が合い、BB団とヒーローという垣根を越えて連絡を取り合う仲。
3号
生活課職員3号。蜘蛛怪人。ハンサムだが、ドジで不運。ライトドライバーに連戦連敗した後、1巻終盤にて戦闘科から生活課に異動してきた。
首領
BB団を作った人物。宇宙人で、逃げ出した宇宙怪獣を捕まえる仕事をしていたが地球に着陸した時身体がばらばらになった為P子が作ったよろいを着て生活している。デイストーンの正体は首領の体の破片。
P子
首領の秘書を務める八重歯にそばかすの少女。首領の体（デイストーン）集めのために協力している。Q三郎以上の博士号を持つなど有能ではあるのだが、類稀なるドジっ子。それと関係があるのか料理の腕は壊滅的で、労いのためにお茶を入れただけで戦闘部を壊滅に追い込んだこともある。
戦闘課の課長
BB団戦闘部隊の隊長。隻眼の中年男性で、バリバリの軍人気質。問題ばかり起こす生活課に腹を立てているが、コッペは「礼儀正しいいい子」として見ている。
補給部の部長
生活課の直轄の上司。悪の組織の構成員ながら温厚篤実な好人物であり、Q三郎にも「ワルモノの中にもたまにはあーいうイイモノがいる」と称されている。過去にデイストーンの事故で、家族を失っている。
ミスター・フランベ
コッペと同じくデイストーンを基として生み出された人造人間。発見された順番の問題でコッペの弟とされている。長男。身体が火で出来ていて火を操れる。名前の由来はフランベ。

以下アロマ・ボーイまで同じ出生となっている。
ミス・ソルベ
次女。身体が氷で出来ていて水を操ることが出来る。名前の由来はソルベ。
ポテト・パパ
次男。身体が土で出来ていて植物を操ることが出来る。名前の由来はポテト。
アロマ・ボーイ
三男。身体が空気で出来ていて空気を操る事が出来る。場の空気（雰囲気）を操ることも出来る。

### 正義のヒーロー
ライトドライバー
本名「車崎トオル」。BB団本部の真上の町の平和を守る、車をモチーフにしたヒーロー。共に戦う愛車の名前はサタンといい、彼なしでも自立行動が可能なAIが付いている。
薔薇の騎士
変身すると性格が変わってしまう。
ブッラデR
「トリオ・ザ・ナイトメア」の一人。相手のやる気を無くさせる精神攻撃をする。
サハギンB
「トリオ・ザ・ナイトメア」の一人。
マミーY
「トリオ・ザ・ナイトメア」の一人。身体を砂に出来る。

### その他の登場人物
K次郎
コッペやミスター・フランベたち人造人間、さらにデイライト・カノンを作った人物。各陣営には秘密でブラックブリッツ団とライトドライバー研究所の両方に所属しており、それぞれで兵器の開発に携わっていた。コッペがアイス好きになったのはK次郎がよくアイスを食べていたため。
キタダニ博士
ライトドライバー研究所でライトドライバー用の兵器の開発をしている。
先生
幼稚園の先生。Q三郎曰くヒーローよりカッコイイ。
マモルくん
コッペのクラスメイト。コッペによるとボールを投げるのが上手。
ミイコちゃん
コッペのクラスメイト。
ユカちゃん
コッペのクラスメイト。人形を沢山持っている。

## 用語
デイストーン
5年前に地球に落ちた隕石のカケラ。それまでの地球上の物質ではありえない様々な物理的特性を持ち、隕石の落下によって壊滅状態にあった世界を瞬く間に復興させた原動力。その力を得るため、ありとあらゆる組織がデイストーンを巡って（表裏を問わず）争っている。その正体は首領の身体の一部。
ブラック・ブリッツ団
いわゆる悪の組織。といっても世界の破滅を目論んでいるわけではなく、恐ろしい力を持ったデイストーン一箇所に集め、正しく管理・運用することで平和な世界を創るという理想を掲げている。当然わざわざデイストーンを手放そうとする者はおらず、デイストーンを集めるための手段が主に強奪となっているため悪の組織とされている。作戦行動を邪魔する者には容赦しないが、一般人に危害を加えることはなく、逆にそのようなことをした構成員は処罰の対象とするほどの規律が取れた組織である。ただ、ブラック・ブリッツ団を名乗っている無関係の強盗犯なども存在し、それら偽者によって実態以上にイメージが悪くなっている。
正義のヒーロー
デイストーンを悪用する人物･組織から人々を守るための人々の総称。デイストーンによる武器などに対抗するためヒーローたちもデイストーンで強化を行なっている。ヒーローは数多くおり、それぞれの担当とする区域や守らなければならない約束事が厳密に定められている。これはヒーロー同士の縄張り争いを防止するためのものである。デイストーンを悪用する（とされている）組織は作中ではBB団しか登場していない。
改造人間
人間と動物の遺伝子を融合させることによって野性の力を持たせる。本人の同意と試験を経た上で首領が改造手術を行なう。
デイライト・カノン
デイストーンのエネルギーを直接ぶつける武器。フルパワーだと地球を破壊できるポテンシャルを持つ。通称「うまい棒」といい、コッペと同じように本体に書かれていたバーコードを読み取った時にそう表示されたため、BB団内での通称となった。
うまい棒改
デイライト・カノンの理論を用いてQ三郎が「トリオ・ザ・ナイトメア」に対抗する為に開発した兵器。1つ1つは大した威力はないが、同時に発射してデイストーンの力を共鳴させることによって非常に高い威力を引き出す。うまい棒とは違い、こちらは正式名称。

## 既刊
- コッペとBB団（その1）ISBN 978-4757723566
- コッペとBB団（その2）ISBN 978-4757726031
- コッペとBB団（その3）ISBN 978-4757740099